# Mahadithaka Mahanaga
Dathika o Mahadithaka Mahanaga (Maha Dalia Mana) fou rei d'Anuradhapura (Sri Lanka) del 9 dC al 21 dC. Va succeir en el tron al seu germà Bathikabeya.
Fou molt devot de la religió budista i un quasi esclau dels sacerdots com el seu germà. Va fer ofgrenes als diversos temples de l'illa. Va construir una dagoba anomenada Sigiriya (Cetiyapabatta) al cim de Mihintale, modernament coneguda com a Etwehera o Mahaseiya), era d'una altura de 30 metres i tenia una gran vista, disposant de 4 entrades amb arbres i flors; per tal que els pelegrins poguessin fer el seu camí cap a la Pagoda esmentada des del riu (és a dir, un dels canals de sortida de l'embassament de Tissa Wewa) amb els peus rentats no bruts, va posar una catifa de peus estesa per tot el camí en una distància d'aproximadament deu quilòmetres, i al costat hi havia cors formats per ballarins i músics instrumentals, així com vocalistes.
Tres temples foren construïts per aquest rei, una de elles a Ruhunu. Diversos regals (robes, medicines, etc.) i terres (sanghika) foren entregats als sacerdots pel rei.
Va morir després d'un regnat de dotze anys que fou pacífic i pròsper. El va succeir el seu fill Addagamunu o Amanda Gamunu.